# Yspertal
Yspertal este o comună-târg din districtul Melk din statul austriac Austria Inferioară.